# La Ceja
La Ceja là một khu tự quản thuộc tỉnh Antioquia, Colombia. Thủ phủ của khu tự quản La Ceja đóng tại La Ceja Khu tự quản La Ceja có diện tích 131 ki lô mét vuông. Đến thời điểm ngày 28 tháng 5 năm 2005, khu tự quản La Ceja có dân số 36039 người.